# 게이큐 다우라역
게이큐 다우라역(일본어: 京急田浦駅、けいきゅうたうらえき)(영어: Keikyū Taura Station)은 일본 가나가와현 요코스카시에 있는 게이힌 급행전철 본선의 철도역이다. 역 번호는 KK55이다.
동일본 여객철도(JR 동일본) 요코스카 선의 다우라역과는 직선거리로 남동쪽으로 1.5km 이상 떨어져 있다.

## 역 구조
유효 길이 6량 편성 대응의 상대식 승강장 2면 2선의 성토상에 플랫폼이 있는 고가역. 역사는 플랫폼 밑에 위치한다.
2007년부터 노후화에 따른 대규모 개량 공사를 하여 2009년 2월에 완료하였다. 1번선 플랫폼이 확장되고 역사는 지붕이 달린 2층으로 개축되었으며 대합실과 플랫폼을 연결하는 엘리베이터와 다기능 화장실이 신설됐다. 또 구내의 조명류는 역명 사인 등도 포함하여 LED화되어 플랫폼의 기둥도 목제의 것으로 교체됐다. 기둥에는 국산 간벌재가 사용되었다.

### 타는 곳
| 1 | 게이큐 본선 | 요코스카추오・게이큐 구리하마・우라가・미사키구치 방면                              |
| 2 | 게이큐 본선 | 요코하마・게이큐 가와사키・시나가와・센가쿠지・신바시・아사쿠사・인바니혼이다이방면 |

## 역세권 정보
당역은 바다에서 가까운 구릉지 안에 위치하고, 역 주변은 주로 주택가이다. 역 북쪽에는 국도 제16호선이 다니고 그 주변에는 상점도 많다. 국도를 낀 임해 지구는 공장이나 항구 시설이 입지하고 있다.
- 다우라 우메바야시
- 가나가와 현 다우라 경찰서
- 나가우라 항
- 해상 자위대 요코스카 기지
- 도요타 자동차 동일본 요코스카 영업소
- 도시바 라이텍 본사
- 국도 제16호선
- 후나코시 신사(神社)

## 역사
- 1930년 4월 1일: 쇼난 전기 철도의 쇼난 다우라역(일본어: 湘南田浦駅)으로 개업. 이미 철도성(후의 일본 국유 철도)의 다우라 역이 개업하여 쇼난을 앞에 붙였다.
- 1941년 11월 1일: 쇼난 전기 철도의 합병으로, 게이힌 전기 철도의 역이 됨.
- 1942년 5월 1일: 게이힌 전기 철도의 합병으로 도쿄 급행 전철의 역이 됨.
- 1948년 6월 1일: 게이힌 급행 전철 발족, 게이힌 급행 전철의 역이 됨.
- 1963년 11월 1일: 게이힌 다우라역(일본어: 京浜田浦駅)으로 개명.
- 1987년 6월 1일: 게이큐 다우라역(일본어: 京急田浦駅)으로 개명.
- 2009년 2월: 2007년부터 실시된 역사 개량 공사가 완료.

## 갤러리

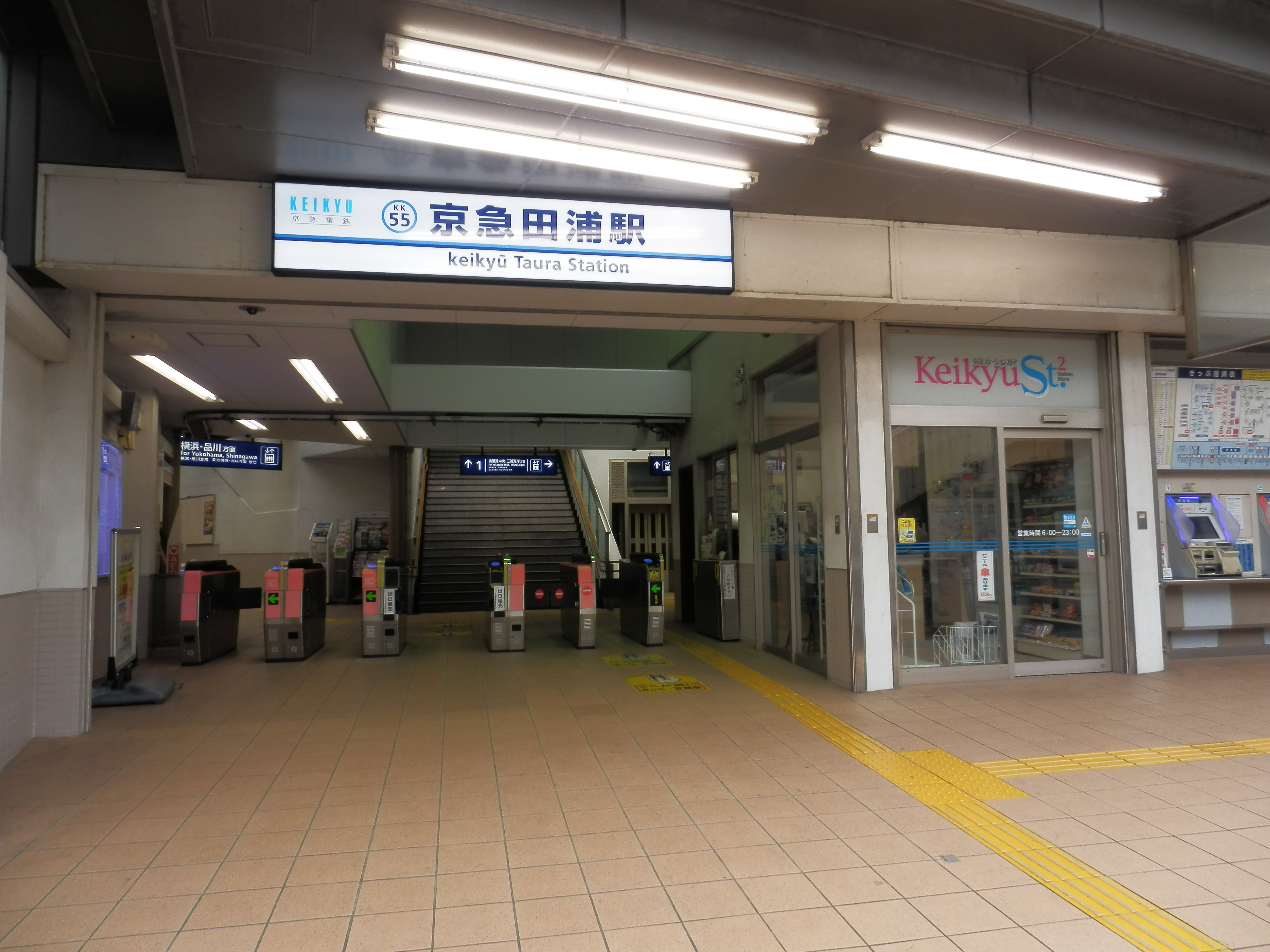
개찰구（2019년 1월）
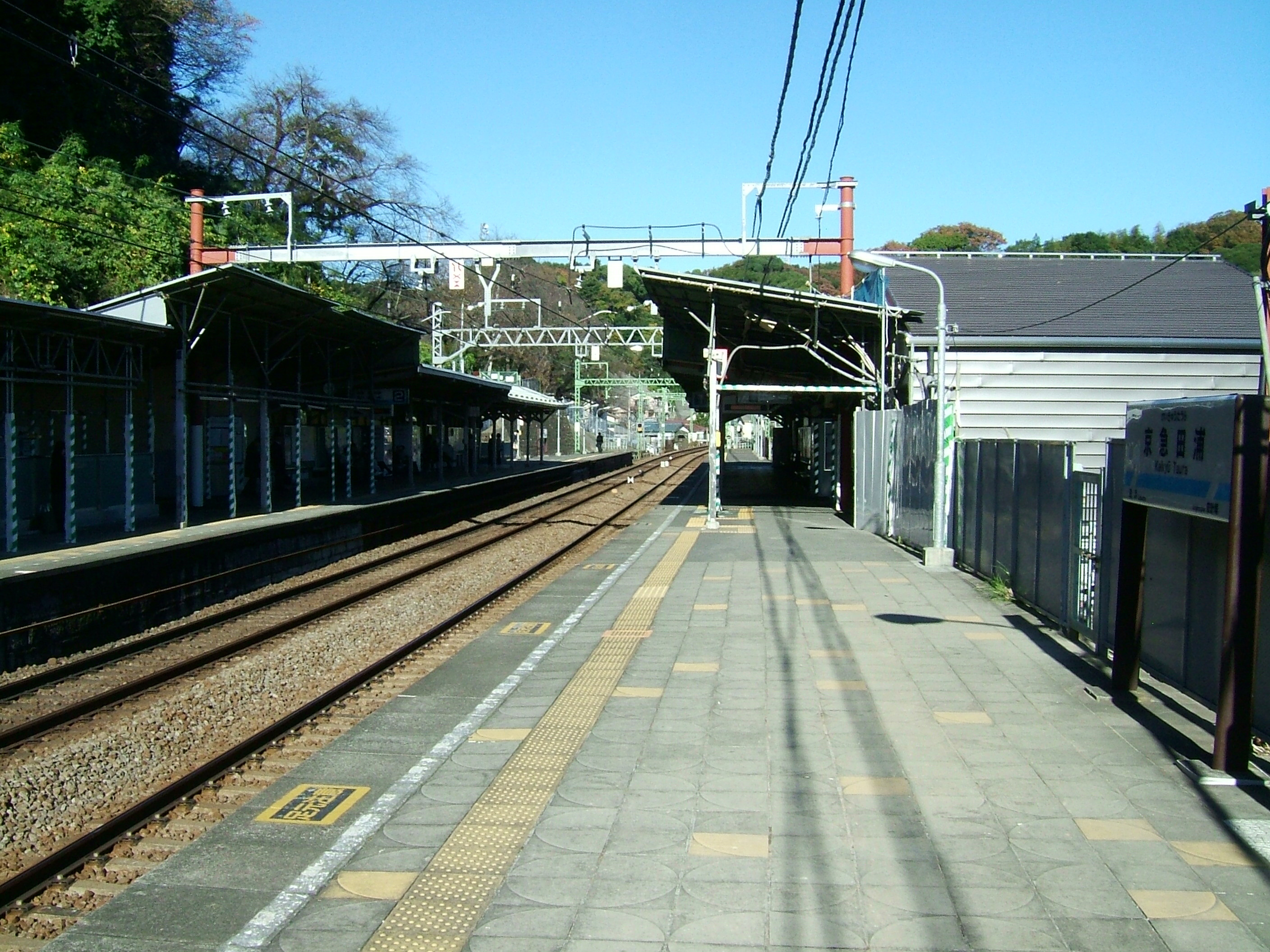
지붕 연장전의 승강장

## 인접역
| 게이힌 급행 전철 본선     | 게이힌 급행 전철 본선 | 게이힌 급행 전철 본선     |
| ------------------------- | --------------------- | ------------------------- |
| KK54 옷파마 시나가와 방면 | ■ 보통                | KK56 안진즈카 우라가 방면 |